# Râul Păcura, Râmnicel
Râul Păcura este un curs de apă, afluent al râului Râmnicel. 